# Ted King
Pour les articles homonymes, voir Edward King et King.
Ted King, de son vrai nom Theodore William King, est un acteur américain, né le 1er octobre 1965 à Hollywood, Californie (États-Unis).

## Biographie

### Vie privée
Il est marié depuis le 14 septembre 2008 à Maya Rodwell. Ils ont deux filles, Ava Celeste King, née en 2010 et Vivienne Aurelia King, née en 2013.

## Carrière
Il est connu grâce au rôle de Danny Roberts qu'il joue dans la série TV Amoureusement vôtre en 1995 pendant un épisode et qu'il reprend dans la série The City entre 1995 et 1996. 
Il retrouve ensuite un rôle dans la série Timecop. Il obtient un rôle important de la série Charmed durant la première saison, de 1998 à 1999). 
En 2002, il incarne Luis Alcazar dans la série Hôpital Central. L'année suivante, il rejoint de nouveau General Hospital, mais cette fois dans le rôle de Lorenzo Alcazar, le frère jumeau de Luis. Il quitte la série en 2007. 

## Filmographie

### Cinéma

#### Longs métrages
- 1998 : The X-Files, le film : Combattre le futur (The X-Files : Fight the Future) de Rob S. Bowman : L'agent du FBI sur le toit
- 2001 : Impostor de Gary Fleder : L'opérateur du RMR
- 2003 : Hoodlum and Son d'Ashley Way : Charlie Ellroy
- 2007 : The Hoax d'Huw Bowen : Frank
- 2011 : Shouting Secrets de Korinna Sehringer : Dr James Matthews
- 2016 : The Good Neighbor de Kasra Farahani : Le père de Sean
- 2023 : Oppenheimer : le sénateur Bartlett

#### Courts métrages
- 2001 : Interlude de Vera Wagman : L'homme
- 2019 : Milkshake Girls de Viva Bianca : Le pasteur

### Télévision

#### Séries télévisées
- 1990 : L'enfer du devoir (Tour of Duty) : Un homme
- 1993 : Un autre monde (Another World) : Ron Nettles
- 1995 : Amoureusement vôtre (Loving) : Danny Roberts
- 1996 : The City : Danny Roberts
- 1997 - 1998 : Timecop : Officier Jack Logan
- 1998 : Dawson (Dawson's Creek) : Bob
- 1998 - 1999 : Charmed : Andrew « Andy » Trudeau
- 2000 : JAG : Lieutenant-Commandant Holtsford
- 2001 : Sex and the City : Brad
- 2001 : New York, unité spéciale (Law and Order: Special Victims Unit) : Tony Daricek
- 2001 : Frasier : Craig
- 2002 : L'Île de l'étrange (Glory Days) : Jack Corbin
- 2002 - 2007 : Hôpital central (General Hospital) : Lorenzo Alcazar / Luis Alcazar
- 2003 : Division d'élite (The Division) : Tom Lazzario
- 2008 - 2009 : Prison Break : Downey
- 2009 : Les Experts : Miami (CSI : Miami) : Sam Gardner
- 2011 - 2012 : On ne vit qu'une fois (One Life to Live) : Tomás Delgado
- 2013 : Elementary : James Monroe
- 2013 - 2014 : Alpha House : Al Hickok
- 2015 : NCIS : Enquêtes spéciales (NCIS) : Daniel Collins
- 2016 : Hawaii 5-0 (Hawaii Five-O) : Clark Brighton
- 2019 : NCIS : Los Angeles : Phil Carmona
- depuis 2021 : Amour, Gloire et Beauté (The Bold and the Beautiful) : Jack Finnegan
- 2022 : Angelyne : Mitch
- 2024 : Blue Bloods : le lieutenant Larry Cooper

#### Téléfilms
- 2016 : Je te surveille (Wrong Swipe) de Matthew Leutwyler : Professeur Murphy
- 2016 : Une invitée indésirable (Unwanted Guest) de Fred Olen Ray : Charles Roberts
- 2017 : Coup de foudre et Imprévus (Love at First Glance) de Kevin Connor : Jack
- 2018 : My Dinner with Hervé de Sacha Gervasi : Le directeur